# Minthea rugicollis
Minthea rugicollis es una especie de escarabajo de la pólvora del género Minthea, categorizada en la tribu Lyctini, de la familia Bostrichidae. Fue descrita por Walker en 1858.

## Distribución
Se distribuye por Europa: Austria, Bélgica, Dinamarca, Finlandia, Francia, Alemania, Países Bajos, Sicilia, Suecia, Reino Unido, América del Norte: Hawái, Asia: China, Japón, Sri Lanka y Oceanía: Fiyi.